# Scirtes ovalis
Scirtes ovalis är en skalbaggsart som beskrevs av Willis Blatchley 1924. Scirtes ovalis ingår i släktet Scirtes och familjen mjukbaggar. Inga underarter finns listade i Catalogue of Life.